# 마지막 국화 이야기
《마지막 국화 이야기》(殘菊物語: The Story Of The Last Chrysanthemums)는 일본에서 제작된 미조구치 겐지 감독의 1939년 드라마, 멜로/로맨스 영화이다. 타카다 코키치 등이 주연으로 출연하였다.
이 영화의 배경은 1885년 일본으로, 대부분 도쿄와 오사카 사이를 오간다.

## 출연
- 타카다 코키치
- 우메무라 요코

## 기타
- 미술: 미즈타니 히로시